# Parafia Wniebowzięcia Najświętszej Maryi Panny w Zabrzu-Biskupicach
Parafia Wniebowzięcia Najświętszej Maryi Panny w Zabrzu-Biskupicach– parafia metropolii katowickiej, diecezji gliwickiej, dekanatu Zabrze-Mikulczyce Kościoła katolickiego obrządku łacińskiego. 

## Historia parafii
Kuracja Wniebowzięcia Najświętszej Maryi Panny w Zabrzu Biskupicach powstała w 1940 r. Jej terytorium wydzielono z parafii św. Jana Chrzciciela. Jednonawowy, murowany, neogotycki kościół parafialny pw. Wniebowzięcia NMP wybudowano w latach 1928-29. Konsekracji dokonano w 1932 r.
W roku 1940 administratorem kuracji został ks. Hubert Gregor, który w 1946 r. został wysiedlony przez ówczesne władze do Niemiec. Od tego czasu do roku 1968 opiekę duszpasterską nad wiernymi obejmują Księża Jezuici z prowincji krakowskiej, zarządzający wówczas sąsiednią parafią MB Różańcowej w Rudzie Śląskiej, należącą do diecezji katowickiej. W 1950 roku dotychczasowa kuracja otrzymała status parafii. 
Gruntowny remont świątyni przeprowadzono w latach 1981-82. Zmieniono wówczas pokrycie dachowe z dachówki na blachę miedzianą, położono granitową posadzkę oraz wymieniono stolarkę okienną. W 1990 r. ufundowano dla parafii trzy nowe dzwony spiżowe (stare dzwony zabrano w czasie ostatniej wojny). W czasie renowacji kościoła w roku 2001 odtworzono pierwotny ołtarz i zmieniono wystrój prezbiterium.
W 1980 r. w obrębie parafii Wniebowzięcia NMP w Zabrzu Biskupicach powstał nowy kościół filialny pw. św. Barbary, a w 1982 r. pierwsza w Zabrzu kaplica szpitalna - w Szpitalu Górniczym.